# Charles Gmelin
Charles Henry Stuart Gmelin (28. května 1872 Krišnanagar, Bengálsko – 12. října 1950 Oxford) byl britský sportovec, především atlet – sprinter, který se účastnil 1. letních olympijských her 1896 v Aténách a v běhu na 400 m obsadil 3. místo.

## Biografie
Gmelin se narodil v oblasti Krišnanagaru v Bengálsku (tehdejší Britská Indie, nyní stát Západní Bengálsko), kde byl jeho otec křesťanským misionářem. V raném věku byl vyslán na studia do anglického Oxfordu. V roce 1895 obdržel titul bakaláře a v roce 1903 byl vysvěcen na kněze. Věnoval se pedagogické a duchovní dráze. 1896 nastoupil na místo učitele ve Freshfieldu, později se vrátil do Oxfordshiru, kde byl jmenován děkanem ve Woodstocku. V srpnu 1904 se oženil v Little Barfordu s Hester Roydsovou. Zemřel v roce 1950 v Oxfordu, manželka jej následovala o rok později.

## Olympijské hry 1896
Gmelin byl všestranným sportovcem, od mládí až takřka do svých padesáti let hrál v nižších soutěžích závodně fotbal a kriket. Na olympijských hrách 1896 se stal prvním Britem, který do bojů na novodobých olympiádách zasáhl, když běžel v prvním rozběhu na 100 m. Čas 12.9 s mu však stačil až na třetí, nepostupové místo za Francisem Lane a Alojzem Sokolem. Rozběh na 400 m byl snadnější, Gmelin v něm byl sice poražen pozdějším vítězem Tomem Burke, ale vypracoval si slušný náskok na Frantze Reichela a postoupil do finále časem 1:00.5 min. Ve finále pak stačil těsně předstihnout Němce Fritze Hofmanna a získat 3. místo, které by na pozdějších olympiádách přineslo i fyzicky bronzovou medaili. (Některé starší statistiky uvádějí na třetím místě Hofmanna).
V tomto článku byl použit překlad textu z článku Charles Gmelin na anglické Wikipedii.